# Халдіс Халворсен
Халдіс Халворсен (до шлюбу Міхельсен, 22 вересня 1889, Дейл, Ф’ялер, Норвегія — 17 серпня 1936, Хоянгер, Согн-ог-Ф'юране, Норвегія) — норвезька оперна співачка (мецо-сопрано).

## Життєпис
Халдіс Міхельсен народилася в містечку Дейл, Ф’ялер, що в Норвегії, у сім'ї парафіяльного священника Едварда Йохана Міхельсена та Гелен Софі Зіслер Сміт.
З 1907 до 1912 року брала уроки вокалу у відомої на той час в Христанії (нині Осло) викладачки співу, декламації та голосу Марі Крістін Ірґенс, а згодом продовжила навчання у Берліні (Німеччина). 1912 року повернулася в Норвегію і цього ж року дебютувала в ролі співачки на сцені оперного театру в Христанії.
1915 року одружилася з норвезьким скрипалем, диригентом та композитором Лейфом Халворсеном.
З 1918 до 1921 року співачка працювала в Opera Comique в Осло, де виконувала провідні жіночі партії в багатьох театральних виставах, зокрема арії з опер «Самсон та Даліла» (арія Даліли), «Єврейка» (арія Рахіль), «Тангойзер» (арія Елізабет) та «Трубадур» (арія Азучени). Вона приїздила з гастролями до Норвегії, Швеції, Данії та Німеччини, виступала на сцені Німецької державної опери в Берліні та на сцені Оперного театру німецького міста Кіль.
Халдіс Халворсен була однією з тих оперних співачок, хто вперше відкрив світу норвезьких композиторів. Так вона дебютувала з класичними творами «Аве Марія» (Опус 4) та «Міньйон: Дві поеми Гете» (Опус 7), створеними норвезьким композитором Улафом Фартейном Валеном. Остання робота композитора була присвячена саме Халдіс Халворсен.
Халдіс Халворсен померла 17 серпня 1936 року у віці 46 років у місті Хоянгер, Согн-ог-Ф'юране, Норвегія.